# Hinczka z Rogowa
Hinczka (Henryk) z Rogowa, Przemankowa herbu Działosza (zm. przed 1415 rokiem) – rycerz z Rogowa, podskarbi nadworny a następnie koronny.
Wymieniany był m.in. w kronikach Jana Długosza jako ten, który w 1400 roku, wspólnie z Janem Naszonem z Ostrowiec i Janem z Obichowa oraz drużyną rycerską i taborem pomocniczym, został wysłany przez króla Władysława Jagiełłę z poselstwem do Celje, do hrabiego Hermana II Cylejskiego, by w imieniu polskiego władcy prosić o rękę jego podopiecznej, hrabianki Anny. Powierzoną misję Hińcza z towarzyszami wypełnił sumiennie, o czym świadczy przybycie młodej hrabianki do Krakowa oraz jej późniejszy ślub z Jagiełłą.
W 1404 roku otrzymał w dożywocie od króla zamek w Krzepicach wraz z urzędem starosty krzepickiego. Od 14 grudnia 1404 do 14 lipca 1406 był kasztelanem rozpierskim.
Żonaty z Ofką, ojciec pięciorga dzieci: trzech synów: Henryka, Jakuba (zm. 1431) oraz Jana, i dwóch córek: Małgorzaty, żony Przecława z Kobylan, i Anny, żony Zygmunta z Nowosielec.